# Прудок (Езерищенский сельсовет)
Прудок — деревня в Городокском районе Витебской области Белоруссии. Входит в состав Езерищенского сельсовета, ранее входила в состав Руднянского сельсовета.
Находится в 6 верстах к северу от деревни Рудня.